# Idaea peluraria
Idaea peluraria là một loài bướm đêm trong họ Geometridae.